# Plaça de Frederic Soler
La plaça de Frederic Soler, anteriorment anomenada plaça de la Constitució, és un espai públic del barri de Sant Gervasi - la Bonanova, al districte de Sarrià - Sant Gervasi de Barcelona. Hi conflueixen el carrer de Sant Gervasi de Cassoles, i els carrers de Rubisntein i de Vilarós.

## Història
Cap el 1860 l'Ajuntament de Sant Gervasi de Cassoles decidí traslladar la seva seu del vell edifici de la plaça de la Bonanova, que s'havia quedat petit, a la part central del carrer Major, avui carrer de Sant Gervasi de Cassoles. El 1884 es va inaugurar el nou edifici de l'Ajuntament, amb les escoles, l'escorxador i un espai on els mercaders i pagesos podien posar parada. Davant de l'Ajuntament es va crear la plaça de la Constitució, en honor a la Constitució de 1869. Amb l'annexió a Barcelona, el 1897, per l'existència d'altres places anomenades Constitució, es va canviar el nom pel del poeta i dramaturg Frederic Soler, conegut amb el nom de Serafí Pitarra. Es dona la circumstància que aleshores encara vivia un altre Frederic Soler, alcalde de Sant Gervasi entre 1885 i 1897, i per tant un dels primers usuaris del nou Ajuntament, però no se li podia dedicar la plaça, ja que va morir el 1908.
El 1912 es va construir un mercat cobert darrera de l'edifici de l'Ajuntament, però el 1964 es van enderrocar els dos edificis per construir-hi un nou mercat, l'actual Mercat de Sant Gervasi, inaugurat el 1968.